# 준인터
준인터(JUNEiNTER)는 대한민국의 비디오 게임 배급사이다. 설립 당시 사명은 윈디소프트(WindySoft)였다. 서울특별시 강남구 삼성동 143-8 승광빌딩에 위치하며, 2002년 7월 5억원 상당의 자본금으로 창립되었다. 사호명은 Together we dream! together we happy! 투게더 위 드림! 투게더 위 해피![*](함께 꿈꾸고 함께 행복하자!)이다. 자체적으로 스튜디오를 조직하여 온라인 게임을 개발하거나 다른 개발사의 게임을 서비스하는 게임 배급 사업에 주력하고 있으며, 온라인 게임의 서비스를 위해 포털 사이트인 윈디존을 개설하였다.
2009년 8월 렐릭 엔터테인먼트에서 개발한 컴퍼니 오브 히어로즈 온라인의 배급 서비스를 위해 THQ와 온라인 퍼블리싱 계약을 채결하였다. 2013년 10월말에 법정관리 신청을 하였다. 2015년에 사명을 현재의 '준인터'로 변경했다.

## 게임
아래의 목록은 배급한 게임 이름과 제작사 순으로 정렬하였다.

### 패키지 게임
- 그로우랜서 시리즈
- 메탈 사가
- 스트라이커즈
- 페르소나 3
- 전국캐논
- 진여신전생 시리즈
- 진여신전생 디지털 사가 시리즈
- 프린세스 크라운 - 2006년 1월 26일

### 온라인 게임
- 16파운즈 - KPK 엔터테인먼트 (서비스 종료)
- 겟앰프드 - 사이버스텝
- 겟앰프드 2 - 사이버스텝 (2014년 12월 31일 서비스 종료후 이관)
- 괴혼 온라인 - 남코 반다이 게임스 (서비스 종료)
- 러스티하츠 - 스테이웨어 게임즈 (서비스 종료)
- 루디팡 - 게임믹스 (서비스 종료)
- 버즈펠로우즈 - (서비스 종료)
- 인피니티 - ARN 게임스 (서비스 종료)[2]
- 진여신전생 온라인 - 케이브, 아트라스 (서비스 중단)
- 열혈고교 온라인 - ARN 게임스 (서비스 종료)
- 컴퍼니 오브 히어로즈 온라인 - THQ, 랠릭 엔터테인먼트 (서비스 중단)
- 코즈믹 브레이크 - 사이버스텝 (서비스 이전)
- 큐이 - 열림 커뮤니케이션 (서비스 종료)
- 헤바 온라인 - 플레이버스터즈 (서비스 종료)
- 짱구는 못말려 온라인 (서비스 종료)